# Souvenir Patrick-Metz
Le Souvenir Patrick-Metz est une course cycliste française qui se déroule au mois d'avril dans le département du Bas-Rhin, en Alsace. Créée en 2024, cette compétition rend hommage à un ancien entrepreneur local, qui fut un partenaire important du club organisateur. Elle comprend une étape en ligne ainsi qu'un contre-la-montre,.
La course fait partie du calendrier national de la Fédération française de cyclisme. Elle intègre également le programme de la Coupe de France N2 en 2025. Les deux éditions ont été respectivement remportées par Noah Bögli et Artus Jaladeau. 

## Palmarès
| Année | Vainqueur      | Deuxième               | Troisième       |
| ----- | -------------- | ---------------------- | --------------- |
| 2024  | Noah Bögli     | William Moloney-Morton | Antoine Poletto |
| 2025  | Artus Jaladeau | Cyril Couture          | Lukas Baldinger |